# Lymnas boyi
Lymnas boyi är en fjärilsart som beskrevs av Hans Ferdinand Emil Julius Stichel 1923. Lymnas boyi ingår i släktet Lymnas och familjen Riodinidae. Inga underarter finns listade i Catalogue of Life.